# Method & Red
Method & Red (czasami pisane Method and Red) – amerykański serial telewizyjny wyprodukowany przez stację FOX. W serialu występują znani raperzy Method Man i Redman, oraz Beth Littleford i David Henrie. Zostało nakręconych trzynaście odcinków jednak telewizja FOX zdjęła serial po dziewięciu z powodu niskiej oglądalności.

## Lista odcinków
1. Pilot
2. The Article
3. Well, Well, Well
4. One Three Hill
5. Dogs
6. Kill Bill Vol. 3
7. Something About Brenda
8. How Mama Got Her Groove Back
9. Chu Chu's Redemption
10. Da Shootout
11. How Momma Got Her Groove Back
12. A House Apart
13. Methodome